# Eugenia reticularis
Eugenia reticularis är en myrtenväxtart som beskrevs av Otto Karl Berg. Eugenia reticularis ingår i släktet Eugenia och familjen myrtenväxter. Inga underarter finns listade i Catalogue of Life.